# Енді Воргол

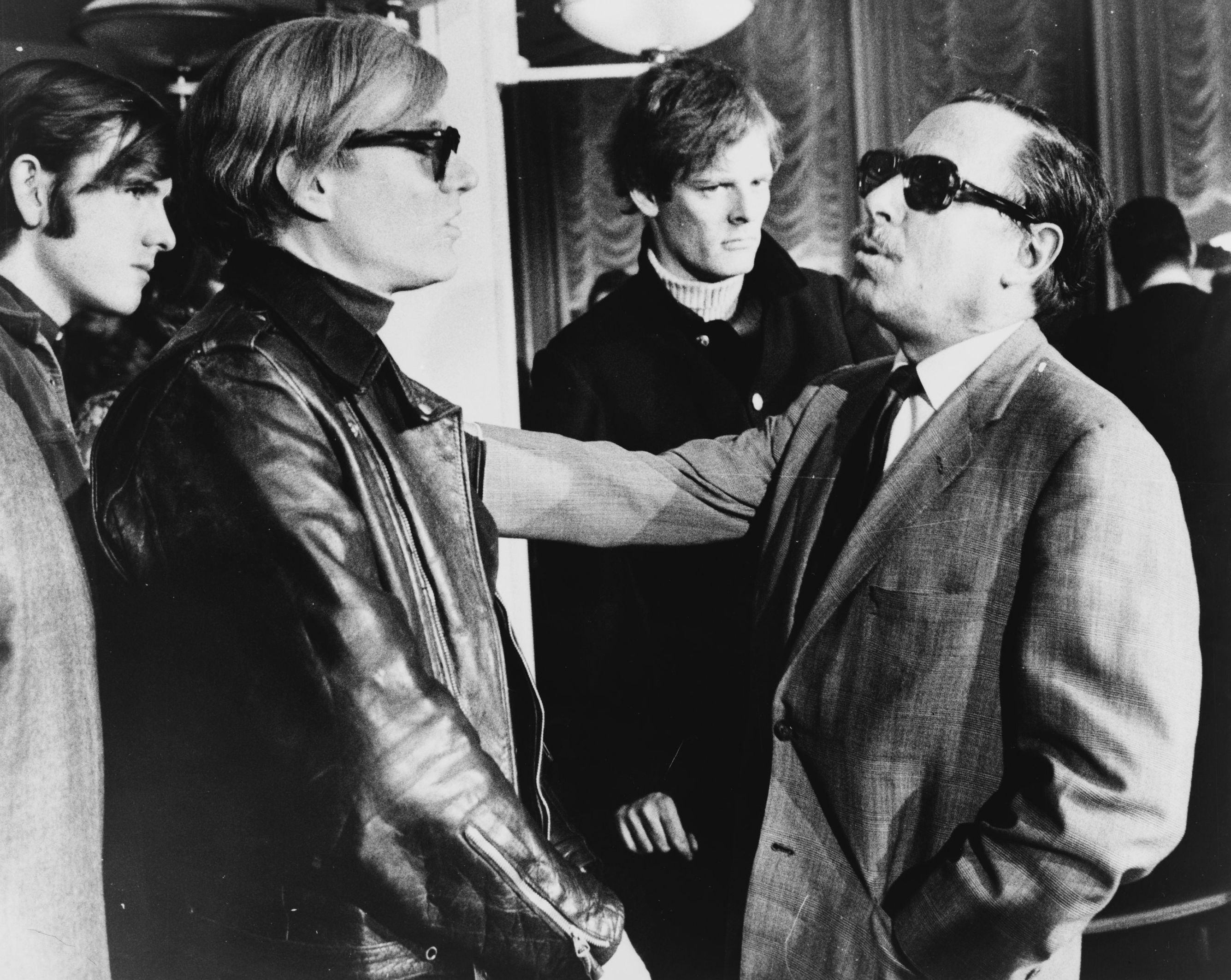
Воргол (ліворуч) і письменник Теннессі Вільямс (праворуч) розмовляють на борту корабля Франція, 1967; на задньому плані — кінорежисер Пол Морріссі

Е́нді Во́ргол (Уорхол, англ. Andy Warhol, ім'я при народженні — Ендрю Варгола (англ. Andrew Warhola); 6 серпня 1928, Піттсбург, штат Пенсільванія, США — 22 лютого 1987, Нью-Йорк, США) — американський митець, один із засновників попарту та культова постать в історії сучасного мистецтва в цілому. Як художник, ілюстратор, дизайнер, скульптор, письменник, продюсер, кінорежисер, видавець, колекціонер, він залишив по собі величезний творчий спадок.

## Життя та творчість

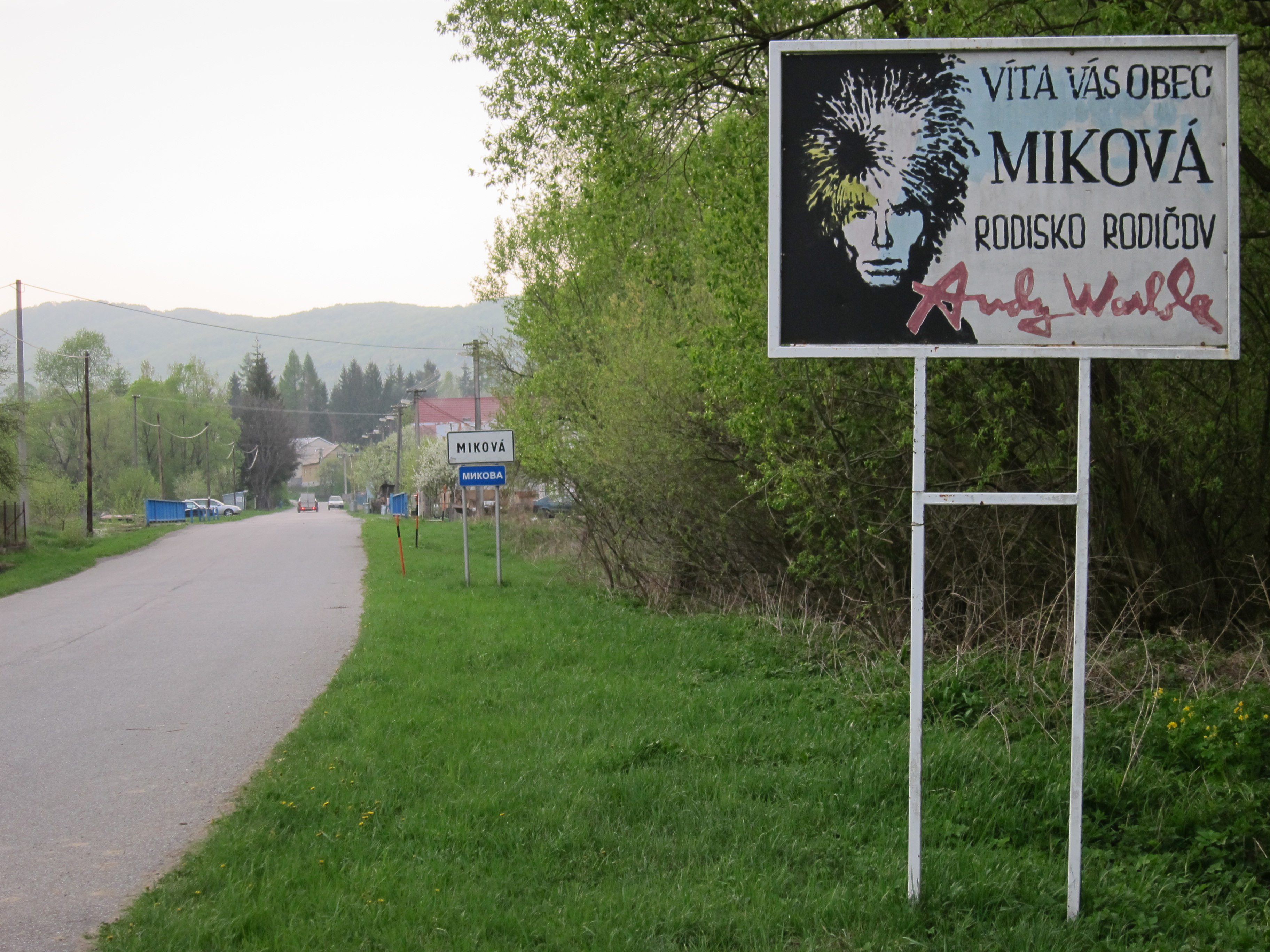
Табличка на в'їзді в село:
Вас вітає Микова — батьківщина батькiв Енді Воргола

### Ранні роки (1928—1949)
Ім'я Енді Воргола від народження — Андрій Варгола. Він народився 6 серпня 1928 року в місті Піттсбург (штат Пенсільванія, США), в сім'ї емігрантів першого покоління, Ондрея та Юлії Варголів
, лемків, що були вихідцями з карпаторусинського села Микова (Miková) на Пряшівщині, яке на той час було у складі Австро-Угорщини (нині територія Словаччини). У пошуках роботи спочатку переїхав батько. Пізніше, у 1921 році, до нього приєдналася й дружина. Окрім Енді, який був наймолодшим у сім'ї, вони мали ще двох синів — Павла (Пола) (1922 р.н.), який народився до того, як сім'я емігрувала, та Яна (Джона) (1925 р.н.). Первісток Варголів, донечка Юстина, померла немовлям у 1913 році, відразу після від'їзду батька до США.
Батько Енді був сильним, кремезним чоловіком, мав сталу, добре оплачувану роботу у будівельній компанії. Він тяжко працював і заощаджував, і це дало змогу у 1934 році придбати будинок і переїхати з нетрів у більш комфортабельний та безпечний район Піттсбурга. Сам будинок Ондрей Варгола обрав так, щоб поряд були хороші школи та церква їхнього віросповідання — Русинська греко-католицька церква святого Іоана Золотоуста. Взагалі, сім'я Варголів була надзвичайно релігійною, а сам Енді, до останніх днів свого життя, декілька разів на тиждень відвідував церкву. Будинок на Доусон-стріт, який мав певне значення у формуванні особистості майбутнього художника, у 1960 році було продано. У власність сім'ї Варгол він повернувся лише 2005-го: його придбали родичі старшого брата Енді, Пола.

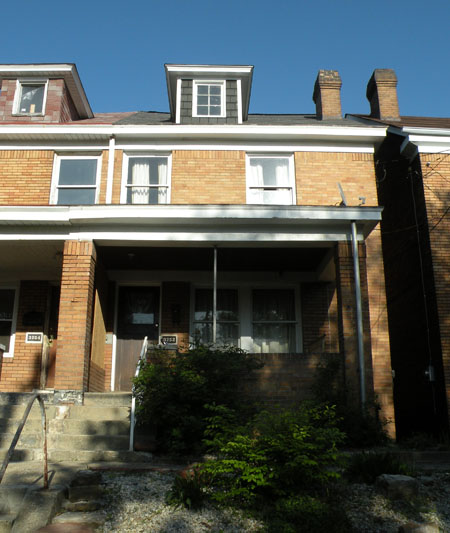
Будинок, в якому пройшло дитинство Енді Воргола. 3252 Доусон-стріт, Оукленд, Піттсбург
(жив тут з 1934 по 1949 рік)

Коли народився Енді, його матері, Юлії Варголі, виповнилося 36 років. Вона не могла й слова сказати англійською, на ній завжди була довга селянська сукня, фартух і хустка, окуляри в дротяній оправі. Коли сім'я переїхала на Доусон-стріт, Юлія Варгола найнялася на неповний робочий день виконувати легку хатню роботу та мити вікна. А ще вона продавала квіти, які майструвала з консервних бляшанок та гофрованого паперу, вишивала картини, до Великодня розписувала писанки. Мати обожнювала свого наймолодшого сина і піклувалася про нього все своє життя. Вважається, що саме вона була найвпливовішою людиною у житті Енді Воргола і, що саме вона дала поштовх розвитку його талантів.
У 6 років Енді розпочав навчання у початковій школі Голмс (Holmes Elementary School), яка знаходилася неподалік від дому. Він любив школу і гарно вчився. З раннього віку хлопчик був дуже хворобливим: у два роки, через набряки, йому кожного дня промивали очі борною кислотою, в чотири — він зламав праву руку, в шість — захворів на скарлатину, а в сім — йому видалили мигдалики. Зрештою у восьмирічному віці Енді захворів на ревматичну гарячку, і він пережив перший напад тяжкої недуги — танець святого Віта, хоча скоріше це було ускладнення ревматизму — хорея. Аналогічні напади повторювалися ще два роки поспіль — коли йому виповнилося дев'ять і десять. За спогадами самого Воргола, ці напади завжди уражали його у перший день літніх канікул, то ж все літо він був змушений проводити у ліжку, граючись з вирізаними з паперу ляльками і слухаючи радіо. Батька завжди не було вдома, і весь свій час Енді проводив наодинці з матір'ю. Маючи художній хист, вона розважала сина, малюючи йому котиків та інших звірят. Інколи вони малювали разом: знову ж таки котів, або портрети одне одного. У цих малюнках виявилися художні здібності Енді, а коти згодом знайшли відбиття в його творчості: книжках і численних картинах. Поміж інших його книг є дві у співавторстві з матір'ю, і вони, звісно, присвячені котам: «25 Cats Name Sam and One Blue Pussy» (1954) та «Holy Cats» (1957).

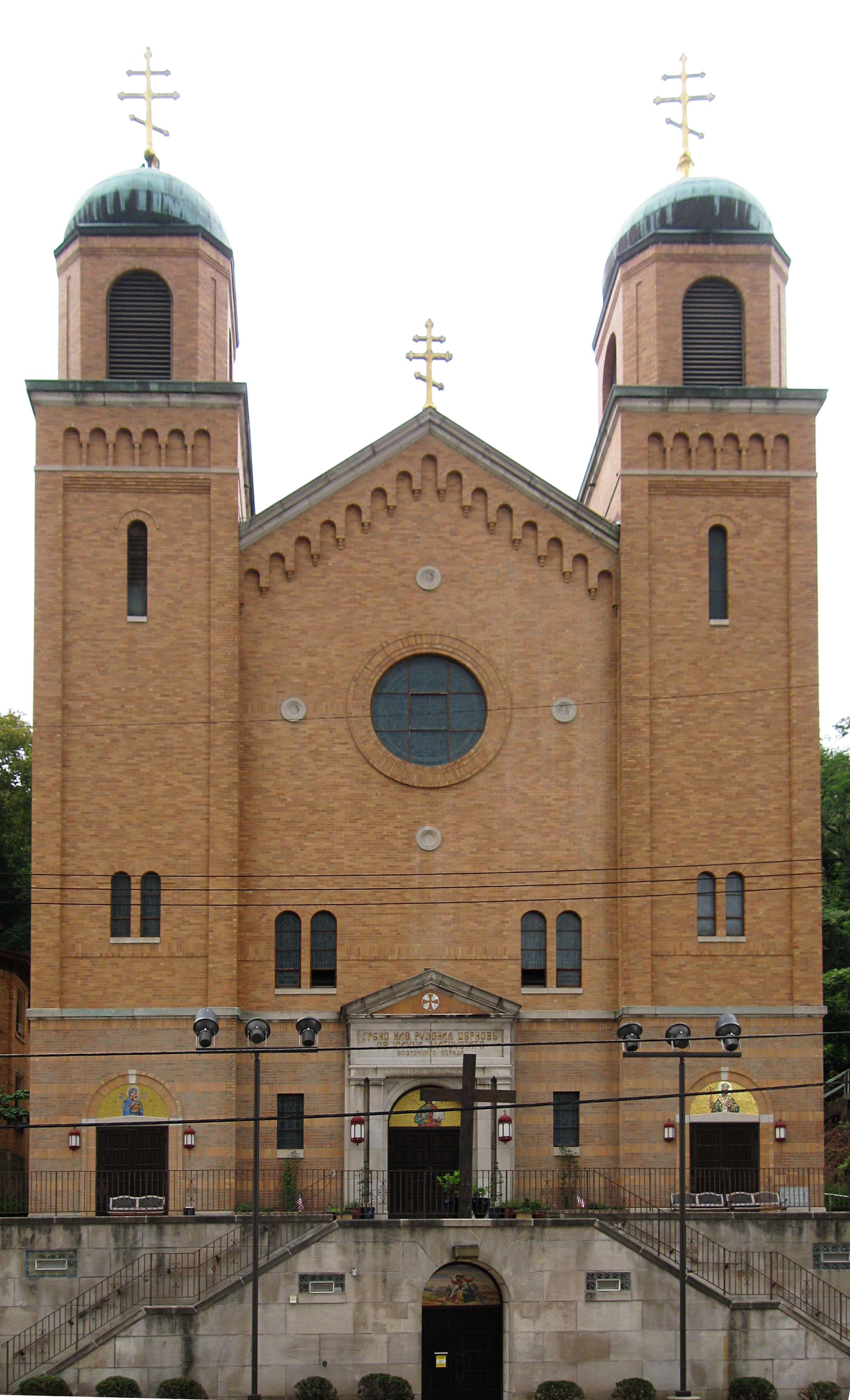
Церква святого Іоана Золотоуста в Піттсбурзі, яку відвідувала сім'я Енді Воргола

Коли Енді було вісім років, мати, заощадивши кошти з власного заробітку, придбала для нього дитячий кінопроєктор. На екран коштів не вистачило, тож хлопчик проєкціонував чорно-білі зображення дитячих історій-коміксів просто на стіну. Він любив читати журнали про кіно, а в дванадцять почав колекціонувати фотографії кінозірок. Майбутню схильність Енді Воргола в творчості до поп-арту, а також використання ним у роботах зображень зі старих мультфільмів та кіно, пов'язують саме з цими дитячими захопленнями. Взагалі вважається, що той період життя Енді Воргола, коли він був прикутий до ліжка, жив у своєму уявному світі знаменитостей і зірок, сфокусованому у двох центрах попкультури США, Голлівуді та Нью-Йорку, зіграв дуже важливу роль в становленні особистості та розвитку творчих здібностей Воргола.
Одним із проявів танцю святого Віта було те, що часом, в школі у Енді руки тремтіли так, що йому важко було написати своє ім'я або ж зав'язати шнурки на черевиках. Він був хирлявим і видавався дещо ексцентричним, діти почали знущатися та глузувати з нього. Зрештою, школа для хлопчика стала жахливим місцем. На додаток, можливо, як ускладнення ревматичної гарячки, виникли проблеми зі шкірою: вона стала дуже блідою, нерівною, вкритою червонувато-коричневими плямами. Ця проблема зі шкірою залишилася у Енді до кінця його життя.
Маючи каліграфічний почерк, Юлія Варгола часто робила декоративні підписи до робіт сина, які згодом стали невіддільною частиною його художнього стилю. Граматичні помилки матері Енді навмисно не виправляв. Деякі з цих підписів було відзначено окремими нагородами. Зокрема, у 1959 році Юлія Варгола отримала відзнаки від Американського інституту графічних мистецтв (American Institute of Graphic Arts) і Клубу артдиректорів (Art Directors Club), щоправда, не на власне ім'я, а як «мати Енді Воргола».
Закінчивши початкову школу, у вересні 1941 року Енді розпочав навчання у Вищій школі Шенлі (Schenley High School), також в Оукленді. За словами самого Воргола, все що він пам'ятав про ті роки, це довга дорога до школи з друзями, які особливо близькими для нього не були. Разом з тим, саме в цей період його життя відбулася важлива подія, яка, на думку дослідників творчості художника, мала на нього значний вплив: з 1939 року тяжко хворів батько, в нього був туберкульоз, і у травні 1942 року Ондрій Варгола помер. За спогадами Пола, старшого брата Енді Воргола, ця смерть справила гнітюче враження на хлопця: коли тіло батька привезли зі шпиталю, він дуже злякався, заховався під своє ліжко і відмовився навіть глянути на покійника, який, за традицією Русинської греко-католицької церкви, ще протягом трьох днів залишався у будинку. Дослідники вважають, що ця подія ще більше зблизила Енді Воргола з матір'ю та пояснює його часте звернення до теми смерті у своїх картинах.
З дев'яти років Енді Воргол почав відвідувати безкоштовні суботні курси художньої майстерності Інституту Карнеґі (нині Художній музей Карнеґі) і після закінчення школи, в 1945 році, вступив до Технологічного інституту Карнегі (нині Університет Карнегі-Меллон) на відділення Малювання та дизайну. З тих заощаджень, що в них були, Варголи мали можливість дати вищу освіту лише одному з трьох своїх синів і, помираючи, батько вирішив, що це має бути Енді. Через мовний бар'єр, зумовлений сильним акцентом хлопця, його вразливість та нестандартність рішень у роботах, перший рік навчання видався для майбутнього засновника поп-арту надзвичайно важким і його мало не відрахували. Така неприваблива перспектива спонукала Енді до дій і всі літні канікули, допомагаючи братові Полу розвантажувати овочі та фрукти, він багато і сумлінно малював на тему буденного життя Піттсбурга. Восени винагородами за старанність стали відновлення втраченої репутації на курсі та 50 доларів спеціальної премії за Найкращу роботу, виконану студентом під час літніх канікул. Це були перші гроші, зароблені Енді Ворголом своєю творчістю. Перемога підвищила самооцінку молодого художника і привернула увагу до його особи інших студентів. Він став членом студентського кіноклубу і редактором інститутського літературного журналу «The Cano», почав відвідувати симфонічні концерти, ходити на вечірки, зацікавився балетом і, навіть, брав уроки сучасного танцю. Влітку 1947 року Енді та ще п'ятеро студентів орендували колишню каретну у старовинному маєтку і облаштували в ній творчу майстерню.
Навесні 1948 року, наприкінці третього курсу, Воргол влаштувався на неповний робочий день до художнього відділу найбільшого в Піттсбурзі універмагу, виконувати оформлення вітрин. Зі спогадів самого Енді, його начальник, Ларрі Воллмер, який раніше працював у Нью-Йорку, справив тоді на нього неабияке враження. Дослідники ж додають: Воллмер був так само у захваті від свого підлеглого, а ще навчив його швидко й інтенсивно працювати та, певним чином, спрямував подальший розвиток молодого художника, на прикладі Сальвадора Далі переконавши, що і всесвітньо відомий митець може вдало поєднувати творчість та комерційні проєкти. Згодом, з властивою йому вдаваною недбалістю, Воргол так схарактеризував той свій досвід роботи:
|  | «Одного літа я працював в універмазі, проглядаючи «Vogue», «Harper's Bazaar» та європейські журнали мод для одного чудового чоловіка на ймення містер Воллмер. Я отримував десь біля 50 центів на годину і моя робота полягала в пошуку «ідей». Я не пам'ятаю, щоб знайшов хоча б одну ідею, або, щоб бодай одна прийшла мені в голову. Містер Воллмер був для мене ідолом, бо він приїхав з Нью-Йорка, а це видавалося таким особливим. Втім, я навіть і не думав, що коли-небудь потраплю туди сам.» Оригінальний текст (англ.) I had a job one summer in a department store looking through Vogues and Harper's Bazaars and European fashion magazines for a wonderful man named Mr. Vollmer. I got something like fifty cents an hour and my job was to look for "ideas". I don't remember ever finding one or getting one. Mr. Vollmer was an idol to me because he came from New York and that seemed so exciting. I wasn't really thinking about ever going there myself, though. |

Вже під час навчання в інституті Карнеґі Енді Воргол почав оточувати себе міфами, навмисне драматизуючи та спотворюючи факти своєї біографії, і в майбутньому це призвело до появи низки різноманітних версій про його походження та дитинство. Воргол фантазував щодо місця і року свого народження, розказував, що його сім'я жила надзвичайно бідно, батько був шахтарем, а мати завжди хворіла, що брати знущалися з нього, і взагалі, що ніхто його не любив і ніколи він не мав ані розваг, ані друзів.
Тоді ж Воргол змінив і своє ім'я. Близькі та друзі завжди називали його Енді, студентом інколи він підписував листівки як André. Щодо причин зміни прізвища (Warhol замість Warhola) існує декілька різних версій, зокрема й що таким чином Воргол хотів приховати своє етнічне коріння або, що не хотів сплачувати завеликий телефонний рахунок, але родина художника зазначає, що то все спекуляції, і що ніяких особливих мотивів таке рішення не мало: Енді Воргол (Andy Warhol) лише було простіше до вимови та написання. Вважається, що Воргол надав своєму імені більш офіційного статусу тоді, коли у 1949 році саме ним підписав перше власне портфоліо, а остаточно він затвердив його лише у 1965 році, коли оформлював паспорт. Сам Воргол у деяких своїх інтерв'ю зазначав, що це сталося саме по собі, у портфоліо, коли він, після закінчення навчання, ходив із співбесідами у пошуках роботи.

### 1950-ті
Закінчивши навчання в університеті Карнегі-Меллон у 1949 році, Енді Воргол переїхав до Нью-Йорка, де успішно працював ілюстратором у журналі.

### 1960-ті

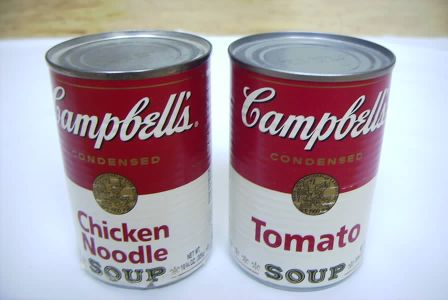
Суп Campbell's. Одна з найвідоміших робіт Енді Воргола

У 1960-х роках темою картин Воргола стали американські продукти, наприклад консерви фірми Кембелз і пляшки з-під Кока-Коли. У 1963 році Воргол придбав будівлю в Мангеттені, дав їй назву «Фабрика» і тут поставив на потік створення творів сучасного мистецтва.
У цей період художник також створив низку портретів відомих діячів американської масової культури, співпрацював із зірками кіно: Мерилін Монро, Елізабет Тейлор, Джимом Моррісоном та Елвісом Преслі. Почав знімати кінофільми, однак як режисер успіху досяг лише у вузьких колах. У його творчій майстерні (Фабриці) часто збиралися різні Нью-Йоркські знаменитості. Воргол шокував публіку заявою про бажання перетворитися на машину. Поступово його творчість здобула славу контроверсійної й стала популярною. Твори Воргола в цей час ототожнювалися з американським попартом. Серед його картин — зображення грошових купюр, відомих діячів, продуктів та газет, що були іконами своєї доби.
У цей час він також зазнав жорстокої критики в консервативних колах американського істеблішменту. З часом стало зрозуміло, що в мистецькому житті відбуваються великі зміни, і що Воргол став віссю цих змін у Нью-Йорку.

#### Замах
3 червня 1968 року до майстерні Воргола під'їхала Валері Соланас і обстріляла його та художника Маріо Амая. Воргол був тяжко поранений і ледь вижив. Наслідки замаху впливали на нього все життя.

### 1970-ті

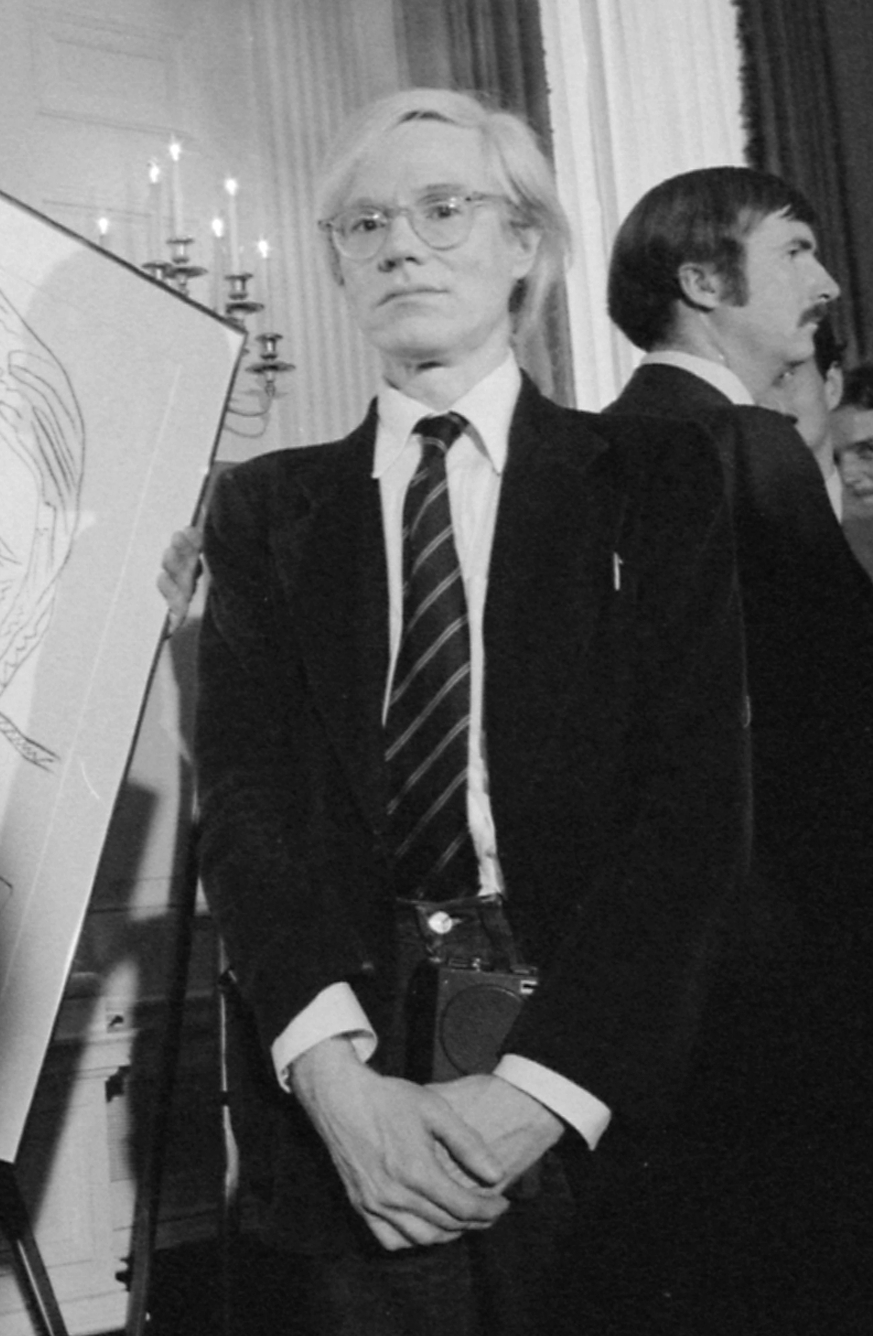
Енді Воргол 1977 року

У порівнянні з 1960-ими 1970-ті були набагато спокійнішими. Картини Воргола замовляли відомі особистості — Мік Джаггер, Лайза Мінеллі, Джон Леннон, Даяна Росс, Бріжіт Бардо, Майкл Джексон.
У 1972 році Воргол намалював контроверсійний портрет китайського комуністичного диктатора Мао Цзедуна. Ця робота мала цікаву історію. Після того, як Енді закінчив малювати портрет, він виготовив 250 копій. Одну із робіт, під номером 144, придбав у свою колекцію голлівудський актор Деніс Хопер. Той, через деякий час після придбання картини, двічі вистрелив у портрет, залишивши у полотні два отвори: один в області ока, інший — на фоні. Ворхол, замість того, щоб визнати роботу змарнованою, визнав, що таким був задум автора і оголосив Хопера співавтором. 16 січня 2011 року ця картина була продана на аукціоні Крістіз за 302,5 тис. доларів.

### 1980-ті
У 1980-ті роки до Воргола прийшов великий комерційний успіх. Його картину було вибрано фірмою Absolut Vodka в своїх рекламах і це принесло йому ще більше слави. Останньою серією робіт, створеною Ворголом до його смерті, була серія портретів британської королеви Єлизавети ІІ.

### Сексуальність
Воргол був першим американським художником, що відкрито заявляв про свою гомосексуальність.[джерело?] У своїй творчості художник неодноразово звертався до теми гомосексуальності. Вплив сексуальної орієнтації митця на його творчість і по сьогодні дискутується серед науковців, які досліджують його життя.

### Релігійні переконання
Воргол був вірним Русинської греко-католицької церкви. Він вважав себе релігійною особою. Воргол майже щоденно відвідував літургії, і священник при церкві говорив, що він бував у церкві ледь не щоденно. У його мистецтві відчувається вплив іконографії.
За свідченнями брата Воргола Енді був дуже релігійною людиною, але не хотів, щоб люди це бачили, бо вважав свої релігійні переконання особистою справою. Художник оплатив навчання племінника, допомігши йому стати священником.
У 1966 році його мати, Джулія Воргола, розповіла журналу Esquire, що він був "хорошим релігійним хлопцем" і щонеділі відвідував месу о першій годині в церкві Святого Павла. Священник церкви Воргола, Святого Вінсента Феррера, сказав, що художник приходив туди майже щодня, і хоча його не бачили, щоб він приймав Причастя чи ходив на Сповідь, він сидів або стояв на колінах на лавах позаду. Священник думав, що він боявся бути впізнаним; Воргол сказав, що відчував незручність, коли його бачили в латинській католицькій церкві, де він хрестився "на православний манір" (справа наліво, а не навпаки). У 1980 році Воргол зустрівся з Папою Іваном Павлом ІІ на площі Святого Петра.
Багато пізніших робіт Воргола зображували релігійні сюжети, включаючи дві серії: "Деталі картин Відродження" (1984) та "Тайна вечеря" (1986). Воргол створив майже 100 варіацій на тему Тайної вечері, що, на думку Гуггенгайма, "вказує на майже нав'язливу зацікавленість темою". Крім того, збірка робіт на релігійну тематику була знайдена посмертно в його спадщині.
На мистецтво Воргола помітно вплинула східнохристиянська традиція, яка була такою очевидною в місцях його поклоніння. Попри приватний характер його віри, у прощальній промові Джон Річардсон описав його як побожного: "Наскільки мені відомо, він був відповідальним принаймні за одне навернення. Він дуже пишався тим, що фінансував навчання свого племінника на священника".

З листопада 2021 року по червень 2022 року в Бруклінському музеї проходила виставка "Енді Воргол: Одкровення". Виставка заглиблювалася у стійкий зв'язок художника зі своєю вірою, який часто знаходив відображення в його творах мистецтва.

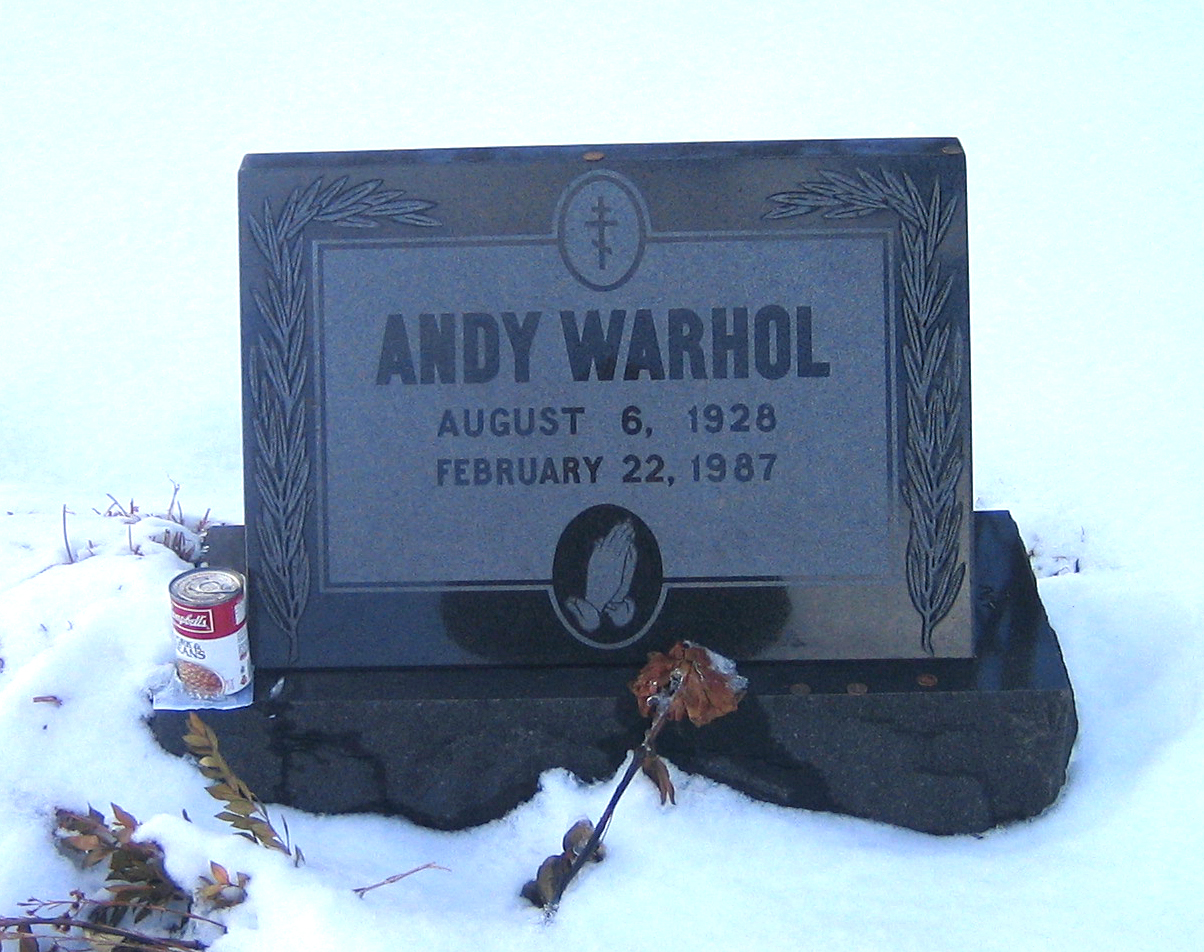
Могила Енді Воргола

### Смерть
Воргол помер у Нью-Йорку о 6:32 ранку 22 лютого 1987 від інфаркту міокарда.
Брати перевезли тіло художника в Піттсбург для поховання. Похоронне богослужіння відбулося в церкві Святого Духа. На похороні була присутня Йоко Оно.
Енді Воргола поховали поряд із матір'ю та батьком на греко-католицькому кладовищі Святого Івана Хрестителя у передмісті Піттсбурга Бетел-Парк.
Творча спадщина Воргола була настільки великою, що розпродаж його майна по аукціоні Сотбі в Нью-Йорку затягнувся на 9 днів. Загальна вартість проданого майна склала 20 мільйонів доларів.

## Творчий доробок
Творчість Енді Воргола надзвичайно плідна та різноманітна. Він створив близько 10 тисяч робіт: фотографії, картини, ілюстрації, скульптури, інсталяції, кінофільми, книги. Найдорожчою роботою Воргола стала картина «Вісім Елвісів», яку восени 2008 року було продано більш як за 100 мільйонів доларів.
Окремою ділянкою творчості Енді Воргола було проєктування конвертів для грамофонних платівок. Загалом впродовж життя Варгол створив 69 конвертів до музичних альбомів — зокрема, для Velvet Underground & Nico (1967), Міка Джаґґера (1977, 1983), Дайани Росс, Джона Леннона, Лайзи Мінеллі, Поля Анки, Деббі Харрі, Еріти Франклін та інших.
Брат Енді Воргола — Джон Варгола (John Warhola) (31 травня 1925 — 24 грудня 2010) відіграв ключову роль у збереженні спадщини свого молодшого брата, керував створенням Музею Енді Воргола (The Andy Warhol Museum) в Піттсбурзі та Музеєю сучасного мистецтва Енді Воргола в Меджилабірцях (неподалік села Микова, звідки походять батьки художника).
Племінник Енді Воргола — Джеймс Воргола (James Warhola) (нар. 16 березня 1955), син найстаршого брата Пола Варголи (Paul Warhola), став успішним ілюстратором дитячих книг, служить консультантом Музею сучасного мистецтва Енді Воргола в Меджилабірцях.
Більша частина творчої спадщини Енді Воргола, понад 8 тисяч об'єктів, зберігається в його музеї у Піттсбурзі.

### Картини
Енді Воргол був дуже успішним комерційним ілюстратором, а також створив велику кількість художніх робіт.

### Фільмографія

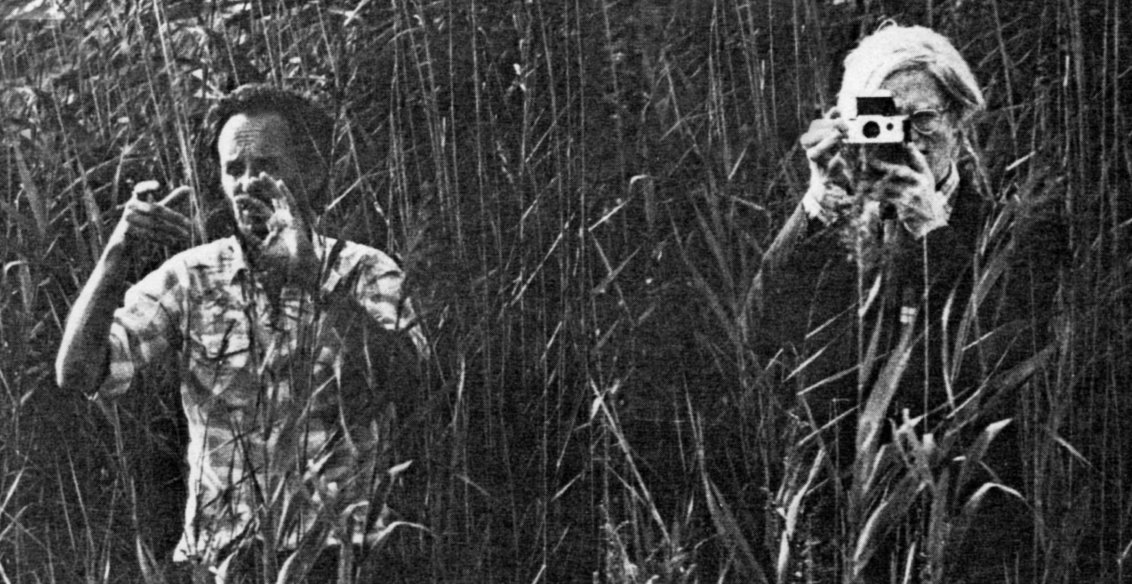
Енді Воргол (справа) та Уллі Ломмель на зніманнях фільму «Кокаїнові ковбої»

У доробку кінорежисера та продюсера Енді Воргола сотні фільмів. У липні 2014 Музей Воргола у Піттсбурзі і Нью-Йоркський музей сучасного мистецтва представили спільний проєкт щодо зацифрування 500 фільмів, знятих Ворголом. Вони будуть розміщені в Інтернеті для вільного доступу.
- Blow Job (1963)
- Eat (1963)
- Haircut (1963)
- Kiss (1963)
- Naomi's Birthday Party (1963)
- Спи (1963)
- 13 Most Beautiful Women (1964)
- Batman Dracula (1964)
- Clockwork (1964)
- Couch (1964)
- Drunk (1964)
- Емпайр (1964)
- The End of Dawn (1964)
- Lips (1964)
- Mario Banana I (1964)
- Mario Banana II (1964)
- Messy Lives (1964)
- Naomi and Rufus Kiss (1964)
- Tarzan and Jane Regained… Sort of (1964)
- The Thirteen Most Beautiful Boys (1964)
- Beauty #2 (1965)
- Bitch (1965)
- Camp (1965)
- Harlot (1965)
- Horse (1965)
- Kitchen (1965)
- The Life of Juanita Castro (1965)
- My Hustler (1965)
- Poor Little Rich Girl (1965)
- Restaurant (1965)
- Space (1965)
- Taylor Mead's Ass (1965)
- Vinyl (1965)
- Screen Test (1965)
- Screen Test #2 (1965)
- Ari and Mario (1966)
- Hedy (1966)
- Kiss the Boot (1966)
- Milk (1966)
- Salvador Dalí (1966)
- Shower (1966)
- Sunset (1966)
- Superboy (1966)
- The Closet (1966)
- Дівчата з Челсі (1966)
- The Beard (1966)
- More Milk, Yvette (1966)
- Outer and Inner Space (1966)
- The Velvet Underground and Nico (1966)
- The Andy Warhol Story (1967)
- Tiger Morse (1967)
- Four Stars aka **** (1967)
- The Imitation of Christ (1967)
- The Nude Restaurant (1967)
- Bike Boy (1967)
- Я, чоловік (1967)
- San Diego Surf (1968)
- The Loves of Ondine (1968)
- Flesh (1968)
- Lonesome Cowboys (1968)
- Blue Movie (1969)
- Trash (1970)
- Жіночий бунт (1971)
- L'Amour (1972)
- Heat (1972)
- Flesh for Frankenstein (1973)[72]
- Кров для Дракули (1974)[73]

## Вплив
Творчість Енді Воргола здійснила домінантний вплив на багатьох митців сучасності, зокрема Джеффа Кунса, Дем'єна Герста, Такаші Муракамі, Річарда Прінса.
На початку XXI століття українські мистецтвознавці та музейні працівники активізували дослідження творчості Енді Воргола та вплив на експериментальні сучасні мистецькі школи. У 2003 році в Перемишлі відбулася виставка «Енді Варгол як Андрій Варгола» в рамках Міжнародного фестивалю «Галичина». У ній брали участь понад 500 митців з Австрії, Угорщини, Чехії, України, Ізраїлю та Словаччини. У 2006 році в Ужгороді відбулася віртуальна виставка «Енді Варгол — найславетніший русинський діяч XX ст.» У 2013 році в місті Ужгород було відкрито публічну мініскульптуру Андрія Варголи — Енді Воргола, а у 2014 році проведено перформанс-акцію «Писанки Енді Воргола».

### Музеї
Існують два музеї, де зберігаються твори Воргола:
- Музей Карнеґі[en] в Піттсбурзі, штат Пенсільванія, де знаходяться 12 тисяч праць художника.
- Музей сучасного мистецтва Енді Воргола у Меджилабірцях, в Словаччині, 15 кілометрів від села Микова, де народилися батьки Воргола. Тут зберігаються декілька оригіналів, подарованих Фундацією Воргола й родичами митця. Зокрема — дитяча вишиванка, у якій хрестили Енді та поштові конверти, підписані художником, у яких він надсилав листи своїм рідним.

### Кіно
- «The Doors» (1991): Енді Воргола зіграв Кріспін Гловер.
- «Люди в чорному 3» (2012): Енді Воргола зображено агентом W під прикриттям, якого зіграв Білл Гейдер
- «Розкішна комедія Ноеля Філдінга»[en] («Noel Fielding's Luxury Comedy») (2012—2014): Енді Воргол, у виконанні Тома Метена, є одним з основних персонажів серіалу — дивакуватий, роботоподібний чоловік, який працює прибиральником і добре знається на сучасному мистецтві.

### Музика
- David Bowie — Andy Warhol
- Плач Єремії — «Сервус, пане Воргол»

### Книги
- Кетрін Інґрем. Це Воргол [Архівовано 29 квітня 2016 у Wayback Machine.] (Видавництво Старого Лева, 2016)

## Вшанування пам'яті
В Ужгороді є два пам'ятники митцю: мініскульптура, якими славиться місто, знаходиться на воротах Закарпатського художнього музею ім. Й. Бокшая, інший пам'ятник у повний зріст відкрили у сквері попарту.
У селі Минай є площа Енді Воргола.
8 грудня 2022 року Київська міська рада перейменувала вулицю Достоєвського на вулицю Енді Воргола.
У місті Харків в’їзд Даргомижського перейменували на в’їзд Енді Ворхола.

## Записи
- «Warhol, Soup Cans, Cowboys» (Studio 360 radio program, December 10, 2005)